# ザ・ディプロマット (テレビドラマ)
『ザ・ディプロマット』はデボラ・カーンによって創作されたアメリカの政治スリラードラマシリーズである。

## 概要
アメリカ合衆国の外交官であるケイト・ワイラーを主人公とする。突然の駐イギリス大使の任命、同じく外交官でもある夫のハルとの夫婦関係、国際的な危機、思いもかけなかったキャリアの道、そして新たな協力関係が描かれる。
2023年4月20日、Netflixで配信開始された。2023年5月、シーズン2の製作が発表され、2024年10月31日から全6話が配信開始された。シーズン3はシーズン2と同時に発注され、2025年中に配信開始予定となっている。

## 登場人物

### メイン
- ケイト・ワイラー : ケリ・ラッセル ; 駐イギリス大使に任命された、職業外交官。
- ハル・ワイラー : ルーファス・シーウェル : ケイトの夫でやはり職業外交官。
- オースティン・デニソン : デヴィッド・ジャーシー : イギリス外相
- エイドラ・パーク : アリ・アン（英語版） : CIAイギリス支局長[4]
- ニコール・トロウブリッジ : ロリー・キニア : イギリス首相
- スチュアート・ヘイフォード : アトー・エッサンドー（英語版） : 駐イギリス米大使館の首席公使

### リカーリング
- マーガレット・ロイリン : セリア・イムリー（英語版） : 前イギリス保守党選対で影の実力者
- ミゲル・ギャノン : ミゲル・サンドバル : アメリカ国務長官
- ビリー・アッピア : ナナ・メンサ―（英語版） : 大統領首席補佐官
- ウィリアム・レイバーン : マイケル・マッキーン : アメリカ大統領
- セシリア・デニソン : T'Nia Miller : オースティン・デニソンの妹

## あらすじ

### シーズン1のあらすじ
ペルシャ湾で英空母が攻撃され、外交官のケイトは空席だった駐英大使に任命されて外交官である夫のハルとともに赴任する。密かに交際中の首席公使スチュアートとCIA支局長のエイドラがケイトを出迎え支える。イランの関与を示す証拠が得られ、英首相トロウブリッジは米大統領レイバーンの対イラン強硬姿勢をむしろ心配するが、亡くなった兵士の葬儀でイランへの報復を口にして支持を得てからは強硬策に転じて、アメリカを巻き込んだ軍事行動を推進する。ケイトは英外相デニソンと信頼関係を築き、訪英したレイバーンを説得して拙速な軍事行動を避けるが、米英の間には溝が広がる。ケイトは、離婚準備中だった夫ハルの差し金で密かに次期副大統領候補となっており、そのために離婚を避けるべきだと知って困惑する。
ケイトの尽力で、レンコフ率いるロシアの軍事会社がイランの関与を装って空母を攻撃したとの情報がイラン大使から得られると、トロウブリッジは対ロシアの攻撃を主張し始める。核戦争を避けるため、ケイトとデニソンは経済制裁を提案するも、各地域の独立運動を抱え、軍事行動で国を団結させたいトロウブリッジは拒否する。ケイトは、リビア駐留のロシア軍事会社への比較的危険性の少ない攻撃を提案し、国務長官ギャノンの反対にもかかわらず、英首相と米大統領の了解を得る。だがケイトはロシア大使からレンコフの居場所を密かに伝えられ、その結果アメリカはリビアでの攻撃を延期し、フランスでのレンコフ逮捕を優先する。ケイトとデニソンはパリに行き、イギリス軍が逮捕ではなく暗殺を意図していると知り、トロウブリッジがレンコフを雇ってその口封じを狙っていると考える。ロンドンではハルとスチュアートが爆弾テロに巻き込まれる。

## エピソード

### シーズン1（2023）
| 通算 話数 | シーズン 話数 | タイトル                                          | 監督                   | 脚本                                                                | 公開日        |
| --- | ------------- | ------------------------------------------------- | ---------------------- | ------------------------------------------------------------------- | ------------- |
| 1 | 1             | "シンデレラストーリー" "The Cinderella Thing"     | Simon Cellan Jones     | デボラ・カーン                                                      | 2023年4月20日 |
| 中東外交に経験豊富な職業外交官のケイト・ワイラーはカブール大使への赴任を控えている。ペルシャ湾でイギリスの空母が攻撃されて41人の死者が出る。駐イギリス大使が空席であったため、アメリカ大統領レイバーンと首席補佐官のビリー・アッピアは急遽ケイトを駐イギリス大使とする。ケイトは同じく職業外交官ではあるが現在任地のない夫のハルとともにロンドンに着き、主席公使のスチュアート・ヘイフォードとCIAイギリス支局長のエイドラ・パークに迎えられる。スチュアートは密かに、スキャンダルで辞任目前である副大統領に代わる候補としてケイトを観察するようビリーに頼まれる。ケイトはいきなりイギリス首相のニコール・トロウブリッジと外相のオースティン・デニソンに会い、レイバーンの対イランの強硬姿勢への懸念を伝えられる。ハルが面会をおぜん立てしたと知り、ケイトは上司の国務長官ミゲル・ギャノンに、一日だけ大統領が声明を出すことを控えるよう頼む。攻撃当時、イラン海軍のボートが空母付近にいたことが分かる。ギャノンが自分を解任しようとしていることを知り、ケイトは着飾った自分の姿をシンデレラストーリーとして雑誌に撮影させて妨害する。スチュアートはワイラー夫妻が離婚準備中だと知り、ケイトが副大統領候補であることをハルに伝える。ハルが薬物を注射されて誘拐される。 |               |                                                   |                        |                                                                     |               |
| 2 | 2             | "誘拐と呼ぶなかれ" "Don't Call It a Kidnapping"   | Simon Cellan Jones     | Peter Noah                                                          | 2023年4月20日 |
| 誘拐されたハルは電話で旧知のイラン外相代理シャヒーンと話し、イランが英空母攻撃とは無関係であると伝えられる。危機がエスカレートすることを防ぐため、バグダード国際空港攻撃事件の報復として計画されていた、退役したアメリカの将軍の暗殺を中止したと知らされる。ハルは解放され、エイドラの聴取を受ける。ケイトが出席した兵士たちの葬儀で、トロウブリッジ首相は死んだ兵士の妻に詰め寄られてイランへの報復を口にし、その映像が公開されて支持を集める。その結果、イスラム教徒の一家が襲撃されて殺される。レイバーン大統領はイギリス訪問を急遽決める。イランの関与に確信が持てないケイトは事態のエスカレートを恐れて大統領の訪英に反対するも聞き入れられない。ケイトは、ハルがイタリアの共通の知人を介し、シャヒーンに自分がロンドンにいることを伝え、それが誘拐につながったことを知る。ケイトに責められたハルは、ケイトが副大統領候補であることを漏らす。 |               |                                                   |                        |                                                                     |               |
| 3 | 3             | "暗闇の子羊" "Lambs in the Dark"                  | Andrew Bernstein       | デボラ・カーン                                                      | 2023年4月20日 |
| ケイトはレイバーンに、イランが空母を攻撃したのではないと説明する。デニソン外相と協力して英首相と大統領の昼食を設定し、大統領から首相を説得してもらおうとする。強硬姿勢に転じた英首相はアメリカを巻き込むために空母が沈没しそうだと大統領に嘘をつき、大統領は米海軍に空母を港まで護衛すると約束する。ケイトは、ハルが結婚生活を続けるために自分の名前をビリーに吹き込んだと知り、激怒してハルに殴りかかる。ケイトは大統領を説得して米海軍出動を思いとどまらせる。大使職を辞任し副大統領を固辞しようとするも、これは聞き届けられない。 |               |                                                   |                        |                                                                     |               |
| 4 | 4             | "帽子を買う" "He Bought a Hat"                    | Andrew Bernstein       | Amanda Johnson-Zetterström                                          | 2023年4月20日 |
| ケイト、スチュアート、エイドラは、空母攻撃に関する情報を求める秘密のメッセージをイランに送る。ケイトとハルが舞踏会に出席すると、英首相が突然現れて米大統領が海軍派遣を止めたことを批判するスピーチを行い、両国の間に緊張が生じる。メッセージを受け取ったイランは大使を英外相のもとに送り、密かにケイトも同席する。大使は英空母攻撃を仕組んだ同盟国ロシアの軍事会社の指導者の名前ローマン・レンコフをメモに書いたのち、卒倒して急死する。デニソンは飲み物をケイトの服にこぼし、不器用に拭こうとする。ケイトは帰宅してハルとセックスをする。 |               |                                                   |                        |                                                                     |               |
| 5 | 5             | "野犬捕獲人" "The Dogcatcher"                     | Liza Johnson           | 脚本 : Mia Chung and Anna Hagen and デボラ・カーン 原案 : Mia Chung | 2023年4月20日 |
| ロシアによるイラン大使毒殺が疑われ、米国務長官が対ロシアおよび対イランの政策を話し合うために訪英することになる。その前日、ケイトとスチュアート、さらにデニソンと英外務省のスタッフはカントリー・ハウスで事前準備の会議を開く。迅速な報復を求める英首相が割って入り対ロシアの軍事作戦を求めて、核戦争を避けたい出席者たちを困惑させる。その間、ハルはデニソンの妹のセシリアと過ごし、池で泳いでキスを交わす。イラン大使は心臓麻痺で死んだことが分かる。英首相はロシアへの攻撃を主張し続け、ケイトは国防総省から入手したロシアの爆撃目標のリストを提示して人々を驚かせる。 |               |                                                   |                        |                                                                     |               |
| 6 | 6             | "激しい竜巻" "Some Lusty Tornado"                 | Liza Johnson           | Anna Hagen                                                          | 2023年4月20日 |
| 夜、ケイトとハルはキッチンでトロウブリッジに会い、外交的手段での対抗策の検討を了解される。二人はスタッフと夜通し働いて、オリガルヒの資産凍結案を作るが、朝、トロウブリッジはシリアのロシア軍を攻撃したいと言う。ケイトは、近所に住む前保守党選対のロイリンがトロウブリッジに入れ知恵をしていると知る。セシリアの助けでロイリンに会い、スコットランド独立運動などを抑えて国を団結させるために、トロウブリッジが軍事行動を必要としていると聞く。ロイリンの勧めで、ロシア軍ではなくリビアに駐留する軍事会社への比較的安全な攻撃を提案し、トロウブリッジは了解するも、訪英した国務長官ギャノンが拒否する。ケイトは大統領になる野望を持つギャノンがレイバーンの成功を望んでないことを知り、レイバーンに頼んでギャノンの反対を覆してもらう。一連の出来事を通じハルはケイトを支える。ケイトとデニソンは互いに魅かれ合っていることを認め合う。スチュアートとエイドラの交際が知られるようになる。 |               |                                                   |                        |                                                                     |               |
| 7 | 7             | "敵は近くに置いておけ" "Keep Your Enemies Closer" | アレックス・グレイヴス | Peter Noah                                                          | 2023年4月20日 |
| ケイトはロシア大使に会い、レンコフがフランスの別荘を訪れる予定だと密かに知らされる。ハルはビリーから、ギャノンが解雇される予定だと聞かされ、ケイトに伝える。ケイトはワシントンに飛び、ホワイトハウスでの会議に出る。会議でレイバーンは、リビアでの攻撃を延期し、イギリスと共同でレンコフを逮捕する計画を承認する。ケイトは英首相がリビアでの軍事攻撃を望んでいると発言しようとするもギャノンに妨害される。ケイトは親友と会い、赴任する予定だったカブールの状況が悪化していると聞かされる。トロウブリッジはイギリスに戻ったケイトに会い、リビアでの攻撃が中止されたことを怒り、レンコフの逮捕は不十分であると不満をぶつける。 |               |                                                   |                        |                                                                     |               |
| 8 | 8             | "ジェームズ・ボンド条項" "The James Bond Clause"  | アレックス・グレイヴス | デボラ・カーン                                                      | 2023年4月20日 |
| トロウブリッジは突然にレンコフ逮捕に賛成し、ケイトとデニソンはイギリス軍によるレンコフ逮捕をフランス政府に認めさせるためにパリに行く。スチュアートはケイトが副大統領候補であることをエイドラに打ち明けるが、エイドラはケイトを説得できればスチュアートがワシントンに帰る約束であることに気づいて激怒する。ケイトは自分の代わりにスピーチをするようハルに頼む。スピーチの後、保守党議員がハルに接近し、ビリーとのコンタクトを依頼する。ケイトはこれを聞いてハルが国務長官の座を狙っていると考え、スチュアートにハルと議員との接触を妨害させる。パリでは、ケイトはイギリス政府がレンコフの逮捕ではなく暗殺を意図しているとフランス政府から聞く。デニソンもこれを知らず、二人はトロウブリッジがレンコフを雇い、口封じを狙っていると結論する。その頃、ロンドンではスチュアートとハルが保守党議員に接近すると自動車が爆発する。 |               |                                                   |                        |                                                                     |               |

### シーズン2（2024）
| 通算 話数 | シーズン 話数 | タイトル                                              | 監督                   | 脚本                                                       | 公開日         |
| --------- | ------------- | ----------------------------------------------------- | ---------------------- | ---------------------------------------------------------- | -------------- |
| 9         | 1             | "突然にベルが鳴る" "When a Stranger Calls"            | アレックス・グレイヴス | 脚本 : Anna Hagen and デボラ・カーン 原案 : デボラ・カーン | 2024年10月31日 |
| 10        | 2             | "セント・ポール大聖堂" "St. Paul's"                   | アレックス・グレイヴス | Peter Ackerman                                             | 2024年10月31日 |
| 11        | 3             | "アイズ・オブ・マーチ" "The Ides of March"            | Tucker Gates           | Peter Noah                                                 | 2024年10月31日 |
| 12        | 4             | "もうひとつの軍隊" "The Other Army"                   | Tucker Gates           | 脚本 : デボラ・カーン 原案 : Julianna Dudley Meagher       | 2024年10月31日 |
| 13        | 5             | "清廉ないかさま師" "Our Lady of Immaculate Deception" | アレックス・グレイヴス | Anna Hagen                                                 | 2024年10月31日 |
| 14        | 6             | "ドレッドノート" "Dreadnought"                        | アレックス・グレイヴス | デボラ・カーン                                             | 2024年10月31日 |